# Президентские выборы в Германии (1925)
Президентские выборы в Германии (1925) (нем. Reichspräsidentenwahl) — первые в истории Германии прямые равные выборы сменяемого главы государства. Проводились всенародным голосованием в два тура 29 марта и 26 апреля 1925 года. Вторые президентские выборы, проводившиеся в условиях режима Веймарской республики. Представляли собой внеочередное голосование, назначенное в связи со смертью действующего президента Фридриха Эберта 28 февраля 1925. Избирательная кампания проводилась практически сразу после избрания нового Рейхстага Германии, которое состоялось в декабре 1924 года.
В результате двухтуровых выборов новым главой государства на семилетний срок был избран кандидат от антиреспубликанского «Имперского блока», видный кайзеровский военачальник времен Первой мировой войны, начальник Генерального штаба вооружённых сил Германии в 1916—1919 годах Пауль фон Гинденбург, не участвовавший в первом туре выборов.

## Юридические основания проведения выборов
Умерший президент Эберт был избран не всенародным голосованием, а голосованием членов Учредительного собрания.
К моменту проведения первых всенародных выборов выборов полномочия Президента Германии были определены Конституцией Германии, принятой 31 июля 1919. В соответствии с этим документом, глава государства был наделен существенными правами, в том числе издания чрезвычайных постановлений, досрочного созыва Рейхстага, назначения и увольнения главы правительства. Президент являлся Верховным главнокомандующим вооружёнными силами. Возрастной ценз для гражданина, баллотирующегося на должность Президента был установлен в 35 лет, количество сроков нахождения в должности не ограничено.
Порядок избрания более конкретно был закреплен в Законе об избрании Президента Германии (нем. Gesetz über die Wahl des Reichspräsidenten), принятом 4 мая 1920 года. Закон предусматривал всенародное прямое и тайное голосование. Для победы в первом туре было необходимо набрать абсолютное большинство голосов, во втором — относительное. При этом во втором туре в бюллетень для голосования могли быть внесены новые кандидатуры. Особенность действовавшего германского законодательства о выборах заключалась в том, что первый тур выборов преимущественно имёл счётное значение. Во второй тур должны были выйти кандидаты, не собравшие большинство голосов, а поддержанные партиями, которые выдвинули кандидатов, в соответствии с полученными ими голосами в том случае, если ни один из кандидатов не получал абсолютного числа голосов.
Смерть Фридриха Эберта вызвала конституционный кризис в связи с неурегулированностью вопроса о временном исполнении полномочий главы государства. Правительство обсуждало вопрос о том, должен ли временным главой государства стать действующий канцлер — Ганс Лютер. Однако, эта идея была отвергнута и в период до избрания нового Президента его функции были переданы Председателю Верховного суда Вальтеру Симонсу. Для определения статуса исполняющего обязанности Президента был принят специальный закон «О предоставлении полномочий Президента государства» (нем. Gesetz über die Stellvertretung des Reichspräsidenten).

## Политический контекст выборов
С момента провозглашения, Веймарская республика являлась неустойчивым образованием. Всего за 6 лет, 1919 по 1925 год в Германии произошли восстание независимых социал-демократов в Берлине, Капповский путч, Рурский конфликт, гиперинфляция, восстания коммунистов в Тюрингии и Саксонии, а затем в Гамбурге, Пивной путч в Мюнхене, многочисленные убийства политических деятелей. Действовавшие в эти годы правительства опирались на ситуативное относительное парламентское большинство (в общей сложности, сменилось восемь кабинетов). Незадолго до смерти Эберта журналист Эрвин Ротхардт обвинил президента в измене Родине за организацию забастовок в ходе Первой мировой войны, в январе 1918 года. Хотя Ротхардт был осуждён к трёхмесячному заключению за клевету, дело вызвало крупный скандал.

## Попытка выдвижения единого кандидата от демократов
В рамках подготовки к выборам, Социал-демократическая партия, Немецкая демократическая партия, Партия центра и Немецкая народная партия вели переговоры о выдвижении единого кандидата — Отто Гесслера. Против выступили как националисты, так и левые, имевшие влияние в проводивших переговоры партиях. В качестве единого кандидата также рассматривалась фигура Вальтера Симонса, однако она встретила возражения со стороны Немецкой народной партии и Немецкой национальной народной партии. Предложение Демократической партии выдвинуть Симонса как «Веймарского кандидата» от СДПГ и Партии центра также не встретило понимания. В результате в первом туре выборов приняли участие кандидаты, которые почти исключительно были выдвинуты отдельными партиями.

## Выдвижение кандидатов
Единственным кандидатом, поддержанным блоком нескольких партий, стал обер-бургомистр Дуйсбурга Карл Яррес, выдвинутый Немецкой народной партией в союзе с Экономической партией немецкого среднего класса (нем. Reichspartei des deutschen Mittelstandes) и Немецкой национальной народной партией — «Имперским блоком» (нем. Reichsblock). В выдвижении единого кандидата от консерваторов активную роль сыграл бывший министр внутренних дел Пруссии Фридрих Вильгельм фон Лёбель, который рассчитывал, что победа Ярреса приведет к реконструированию государства в прусско-германском духе.
СДПГ первоначально сделала ставку на председателя Рейхстага Пауля Лёбе. Однако, после его отказа баллотироваться в президенты, социал-демократам пришлось искать нового кандидата. В результате им стал Отто Браун, который до января 1925 года занимал пост премьер-министра Пруссии.
Потерпевшие поражение в ходе Пивного путча 1923 года национал-социалисты («коричневые»), запрет на деятельность которых был снят только 26 февраля 1925 года, не выдвигали своего кандидата, но объявили о поддержке генерал-квартирмейстера Рейхсвера Эриха Людендорфа, выдвинутого родственной Немецкой национальной партии освобождения (нем. Deutschvölkische Freiheitspartei).
Немецкая демократическая партия объявила о поддержке кандидатуры Президента Республики Баден Вилли Гельпаха.
Кандидатом от Партии центра стал Вильгельм Маркс, занимавший пост канцлера в 1923—1924 годах.
Коммунистическая партия Германии выдвинула своим кандидатом гамбургского профсоюзного деятеля Эрнста Тельмана, известного активным участием в восстании 1923 года.
Баварская народная партия выдвинула в качестве кандидата премьер-министра Баварии Генриха Гельда.

## Результаты первого тура выборов

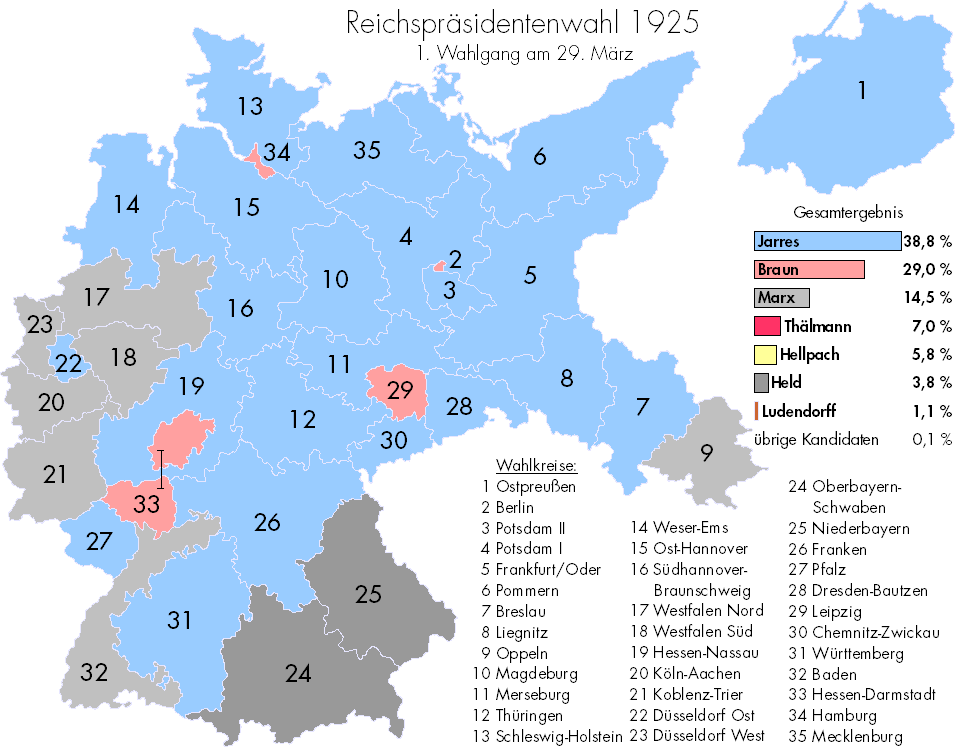
Результаты первого тура выборов

В результате голосования, состоявшегося 29 марта 1925 года ни один из баллотировавшихся кандидатов не был избран новым президентом Германии.
| Кандидат                | Партия                  | Голоса     | %     |
| Карл Яррес              | Консерваторы            | 10 416 658 | 38,77 |
| Отто Браун              | Социал-демократы        | 7 802 497  | 29,04 |
| Вильгельм Маркс         | Центристы               | 3 887 734  | 14,47 |
| Эрнст Тельман           | Коммунисты              | 1 871 815  | 6,96  |
| Вилли Гельпах           | Демократы               | 1 568 398  | 5,84  |
| Генрих Гельд            | Баварские католики      | 1 007 450  | 3,75  |
| Эрих Людендорф          | Национал-социалисты     | 285 793    | 1,07  |
| Другие кандидаты        | Другие кандидаты        | 25 761     | 0,1   |
| Недействительные голоса | Недействительные голоса | —          | —     |
| Участвовало             | Участвовало             | 26 866 106 | 68,49 |
| Зарегистрировано        | Зарегистрировано        | 39 226 138 | 100   |

Поскольку за четыре месяца до голосования состоялись парламентские выборы, подсчёт голосов выявил несколько тенденций в изменении общественного мнения. Консерваторы в лице Карла Ярреса достигли локального пика общественной поддержки, немного улучшив свои результаты выборов в Рейхстаг, состоявшихся в декабре 1924 года. Поддержка центристов и либералов в лице Маркса и Гельпаха оказалось также несколько выше парламентских результатов выдвинувших их партий. Гельд собрал голосов почти в 1,5 раза больше чем в декабре получила Баварская народная партия.
В то время как социал-демократы в лице Отто Брауна набрали на 10 % голосов больше чем на выборах в Рейхстаг, Эрнст Тельман (тогда ещё малоизвестный за пределами Гамбурга) получил на четверть голосов меньше, чем Компартия.
Людендорф получил в 3,2 раза голосов меньше, чем список Национал-социалистического движения освобождения (нем. Nationalsozialistische Freiheitsbewegung). В значительной степени этот результат объяснялся тем, что в ходе первого тура многие националисты поддержали не Людендорфа, а более проходного Ярреса.
Явка на выборах по сравнению с декабрем снизилась примерно на 12,5 % (тогда она составила 78,76 %).

## Подготовка ко второму туру выборов

### Выдвижение Маркса кандидатом от «Народного блока»
После объявления результатов первого тура выборов, СДПГ, Немецкая народная партия и Партия центра приступили к переговорам о выдвижении единого кандидата. Хотя кандидат от социал-демократов Отто Браун получил наибольшее число голосов и занял второе место, из практики предыдущих выборов было очевидно, что приверженцы буржуазных партий не подержат кандидата, явно связанного с левыми. Поэтому рассматривался кандидат от другой партии — его избрание считалось более вероятным. Вильгельм Маркс, занявший третье место, считался политиком, далёким от массового избирателя. К тому же, он был католиком — считалось, что это может вызвать отторжение у избирателей-протестантов. Тем не менее, Маркс был признан более перспективным кандидатом по сравнению с Гельпахом. 3 апреля он был выдвинут единым кандидатом от трёх партий, союз которых был назван «Народным блоком» (нем. Volksblock). Накануне объявления кандидатов для участия во втором туре вновь возникло предложение выдвинуть в президенты кандидатуру исполняющего обязанности президента Вальтера Симона, однако союзники, в соответствии с достигнутыми договоренностями, её отвергли.

### Выдвижение Гинденбурга кандидатом от «Имперского блока»
При подготовке ко второму туру выборов в право-консервативном лагере возобладало мнение, что в складывающихся условиях победитель первого тура Яррес не сможет выиграть выборы. Начались дебаты о выдвижении более перспективного кандидата. Предварительные консультации проводились с кронпринцем Вильгельмом, популярным генералом, командующим сухопутными войсками Гансом фон Сектом, крупными предпринимателями Густавом Круппом и Фрицем Тиссеном. Все они в результате были отвергнуты.
В сложившихся условиях правые начали прорабатывать возможность выдвижения популярного военачальника — Пауля фон Гинденбурга, героя Первой мировой войны. Сам Гинденбург, которому к этому времени исполнилось уже 77 лет, первоначально не был склонен втягиваться в избирательную кампанию. Представители «Имперского блока» (нем. Reichsblock), в который вошли Немецкая национальная народная партия, Немецкая народная партия, Баварская народная партия, Баварский крестьянский союз, Экономическая партия немецкого среднего класса и Немецко-ганноверская партия, несколько раз посещали Гинденбурга в Ганновере, где он проживал в это время. Активное участие в переговорах принял ещё один выдающийся военачальник — гросс-адмирал Альфред фон Тирпиц, который считал, что участие в выборах в сложное для страны время является для фельдмаршала долгом перед народом Германии. 6 апреля Пауль фон Гинденбург дал согласие на своё выдвижение и во второй половине дня 8 апреля было официально объявлено, что именно он будет представлять «Имперский блок» во втором туре президентских выборов.
Выдвижение фельдмаршала вызвало некоторые трения в правом лагере. Предпринимательские объединения Вестфалии (поддерживавшие Ярреса) и Народная партия с неохотой поддержали Гинденбурга. Председатель Немецкой народной партии Густав Штреземан, занимавший пост министра иностранных дел, высказал мнение, что это решение вызовет серьёзные трения с западными странами; Гинденбург воспринимался как символ германского реваншизма и милитаризма. В ходе выработки Версальского договора державы-победительницы требовали его выдачи как военного преступника.
Неприятие новости о возможном избрании Пауля фон Гинденбурга главой германского государства действительно вызвало открытое неприятие в прессе США, Франции и Великобритании. Канцлер Ганс Лютер выступил с заявлением, в котором предложил выдвинуть исполняющего обязанности президента Симона в качестве компромиссного кандидата, в пользу которого должны были бы снять свои кандидатуры как Маркс, так и Гинденбург. Сам Вальтер Симон отказался от этого предложения.

### Позиция Баварской народной партии и Компартии
Выдвижение Гинденбурга привело к ослаблению позиций «Народного блока» среди избирателей-католиков. Баварская народная партия объявила о поддержке именно протестанта-пруссака Гинденбурга, а не рейнского католика Маркса, поскольку её руководство считало последнего слишком близким к СДПГ. Аналогичную позицию заняли видные представители правого крыла Партии Центра во главе с Францем фон Папеном. В целом считалось, что монархические и консервативные настроения части избирателей возобладают над конфессиональными соображениями.
Ожидавшиеся электоральные потери «Народного блока» теоретически могли быть восполнены за счёт избирателей, придерживавшихся левых взглядов. Однако Коммунистическая партия 11 апреля вопреки рекомендации Исполкома Коминтерна приняла решение вновь выставить собственного кандидата Эрнста Тельмана.

## Результаты второго тура выборов

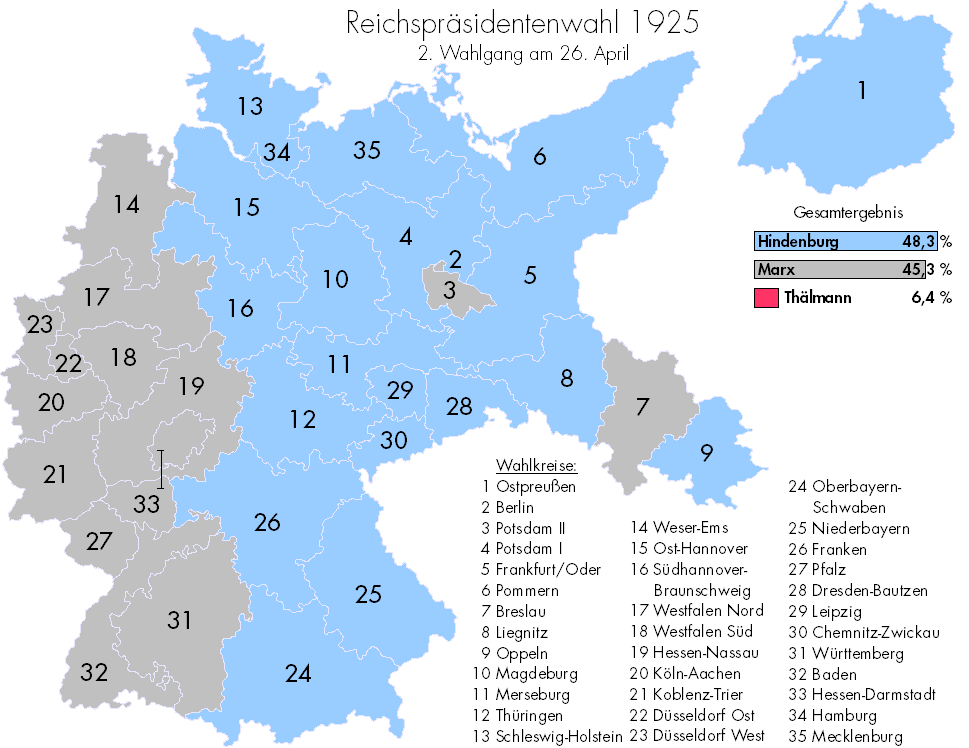
Результаты второго тура выборов

Повторное голосование прошло 26 апреля 1925 года.
| Кандидат                | Партия                  | Голоса     | %     |
| Пауль фон Гинденбург    | «Имперский блок»        | 14 655 641 | 48,29 |
| Вильгельм Маркс         | «Народный блок»         | 13 751 605 | 45,31 |
| Эрнст Тельман           | Коммунисты              | 1 931 151  | 6,36  |
| Другие кандидаты        | Другие кандидаты        | 13 416     | 0,04  |
| Недействительные голоса | Недействительные голоса | —          | —     |
| Участвовало             | Участвовало             | 30 351 813 | 77,01 |
| Зарегистрировано        | Зарегистрировано        | 39 414 316 | 100   |

По сравнению с первым туром повторное голосование вызвало больший интерес у немцев, явка возросла на 3,5 миллиона, превысив 77 % от общего числа зарегистрированных избирателей.
Кандидатура фельдмаршала оказалась удачной для правых — он получил почти на 3 млн голосов больше, чем Яррес, Гельд и Людендорф в первом туре вместе взятые. Вильгельм Маркс также превзошёл общий результат «веймарских» кандидатов, полученный в первом туре, однако для общей победы его оказалось недостаточно.
Как и ожидалось, наибольший прирост голосов Гинденбург получил в католических округах, в первую очередь в Баварии. Особенно большого успеха он добился в Оппельнском избирательном округе (Верхняя Силезия) и католических районах Восточной Пруссии (за исключением города Алленштейна). В целом Гинденбург получил (в зависимости от округа) от 31,6 до 40 % голосов избирателей-католиков.
11 мая 1925 года избранный президент приехал из Ганновера в Берлин, где его встретили восторженные толпы сторонников. В тот же день он принял в Рейхстаге присягу на Конституции. Сообщалось, что лишь накануне престарелый фельдмаршал впервые прочитал текст основного закона и даже нашёл документ «неплохим».